# Матч без турнірного значення
Матч без турнірного значення — спортивний матч в рамках серії зустрічей або в рамках кругового турніру, результат якого навіть теоретично не зможе вплинути на результат серії матчів або турніру; зазвичай такий матч має в кращому випадку моральне значення для учасників. Ці матчі проходять в турнірах з таких видів спорту, як теніс (Кубок Девіса та Кубок Біллі Джин Кінг), крикет, хокей з м'ячем, футбол 
(Чемпіонат світу з футболу та Ліга чемпіонів УЄФА), регбі (Кубок світу з регбі) та тощо.
Матч без турнірного значення проходить в менш напруженій атмосфері, оскільки його учасникам фактично «нічого втрачати». Зазвичай команда, яка гарантувала собі вихід в наступний раунд або певну сходинку, може виставити резервний склад ; команда, яка неминуче покине турнір  або вилетить в дивізіон нижче, намагається наостанок «грюкнути дверима». В англійській термінології такий матч називає dead rubber match (букв. с англ. - «Мертва гума») як антонім rubber match (вирішальний)  .

## Приклади

### Бадмінтон
У матчах без турнірного значення можуть мати місце навмисні програші (гра в піддавки) з метою виходу на зручних супротивників в плей-офф. З точки зору спортивної поведінки, подібні виступи неприйнятні і можуть каратися дискваліфікацією. Так на Олімпіаді в Лондоні був створений прецедент на турнірі з бадмінтону в жіночому парному розряді: вісім спортсменок з Південної Кореї, Китаю та Індонезії були дискваліфіковані за умисні програші в матчах, від результатів яких не залежав вихід в наступний раунд, але залежала сітка плей-офф. Формально їх відсторонили «за небажання докладати всі свої зусилля»  . Вважається, що саме дискваліфікація чотирьох пар за неспортивну поведінку допомогла росіянкам Ніні Вісловій і Валерії Сорокіній на тій Олімпіаді завоювати перші для Росії бронзові медалі .

### Теніс
З 2011 по 2019 роки в Кубку Девіса діяв формат, коли серія складалася з п'яти зустрічей: в разі, якщо команда перемагала достроково з рахунком 3:0, то все одно догравали обидві зустрічі (по три сети кожна); якщо ж команда вигравала серію тільки в четвертій зустрічі, то п'ята не гралась . Наприклад, з цього регламенту фінал Кубка Девіса завершився перемогою Хорватії над Францією з рахунком 3:1, а п'ята зустріч в результаті не була зіграна через непотрібність.
У Кубку Девіса з 2019 року в зв'язку зі зміною формату в рамках плей-офф в кожній серії грається три зустрічі: той, хто здобуде дві перемоги, проходить в наступний раунд. Якщо одна з команд виграла серію з рахунком 2:0, то третя зустріч тоді втрачає турнірне значення, але її в такому разі не проводять.

### Футбол
На чемпіонаті світу з футболу 2018 року в групі A матч 3-го туру між Єгиптом і Саудівською Аравією можна розцінювати як гру без турнірного значення, оскільки обидві путівки в плей-офф придбали Уругвай і Росія, а теоретично їх наздогнати вже було неможливо (у єгиптян і саудівців не було набраних очок в активі). Перемога в такому матчі могла принести лише моральне задоволення і третю сходинку в турнірній таблиці, яка, однак, нічого не давала. Перемогу здобули в результаті саудівці з рахунком 2:1.
Провідні футбольні збірні зазвичай зустрічаються один з одним або в плей-офф міжнародних турнірів, або в останніх раундах кваліфікації, коли результат відбіркового турніру вже вирішений, або які не мають значення товариських матчах. Преса вважає, що створена в 2018 році Ліга націй УЄФА, розділена на чотири дивізіони, виключить можливість матчів без турнірного значення .

### Хокей з шайбою
На Олімпіаді в Турині в 2006 році 21 лютого був зіграний матч між Швецією і Словаччиною - командами, які вже гарантовано вийшли в чвертьфінал Олімпіади. Швеція програла з рахунком 0:3 і зайняла 3-е місце, вийшовши на   Швейцарію, яка посіла 2-е місце, але в підсумку виграла турнір. У 2011 році нападник збірної Швеції Петер Форсберг заявив про те, що той матч проти Словаччини не мав ніякого турнірного значення, так як обидві команди вже потрапили в чвертьфінал, однак він побоювався, що Швеція в разі перемоги може потрапити в плей-офф на 3-е місце в групі Канаду або перетнутися з канадцями чи Росією до фіналу, тому команда нібито навмисне програла словакам .
У зв'язку з тим, що Форсберга неправильно зрозуміли, заява мало не обернулося розглядом справи з боку ІІХФ, оскільки вихідне тлумачення передбачало, що матч міг носити характер договірного. Тільки потім Форсберг пояснив, що Швеція нікому матч не програвала навмисне і що у команди просто не було достатньої мотивації у зустрічі, що і призвело до підсумкової поразки .